# Терець Валерій Миколайович
Терець Валерій Миколайович; Секретаріат Уповноваженого ВР України з прав людини, колишній керівник Секретаріату, керівник департаменту роботи з органами державної влади.
Народився 10 грудня 1953 (село Велика Білозерка, Кам'янсько-Дніпровський район (нині Великобілозерський район), Запорізька область); українець; батько Микола Олександрович (1931) і мати Раїса Назарівна (1931) — пенс.; дружина Тамара Василівна (1954) — муз. кер.; син Микола (1975); дочка Ганна (1978).

## Освіта
Мелітопольський інститут механізації сільського господарства (1974—1979), інженер-механік.

## Трудова діяльність
Народний депутат України 2 скликання з серпня 1994 (2-й тур) до квітня 1998, Токмацький виборчій округ № 187, Запорізька область, висунутий трудовим колективом. Член МДГ (до цього — фракція «Соціально-ринковий вибір»). Член Комітету з питань соціальної політики та праці.
1971 — по закінченню Пришибської середньої школи працював слюсарем ремонтно-механічного заводу. 1972—1974 — служба в Прикордонних військах. З 1974 — навчання в інституті. 1979—1980 — завідувач майстерні радгоспу «Соцземлеробство» Веселівського району Запорізької області. З 1980 — головний інженер радгоспу «Скелястий», Токмацький район Запорізької області. З 1982 — заступник головного інженера Пришибського комбінату хлібопродуктів. З 1986 — директор Молочанського елеватору (хлібна база № 74). Працював керівником департаменту соціально-економічних і культурних прав громадян секретаріату Уповноваженого ВР України з прав людини.
Державний службовець 4-го рангу (з серпня 2000).
Член ПРВУ (1997—1998).
Захоплення: риболовля, полювання.

## Нагороди
«Медаль за отличие в охране государственной границы СРСР» (1974). Заслужений працівник сільського господарства України (з серпня 1997).

## Джерело
- Довідка [Архівовано 4 березня 2016 у Wayback Machine.]